# Código Civil de Francia

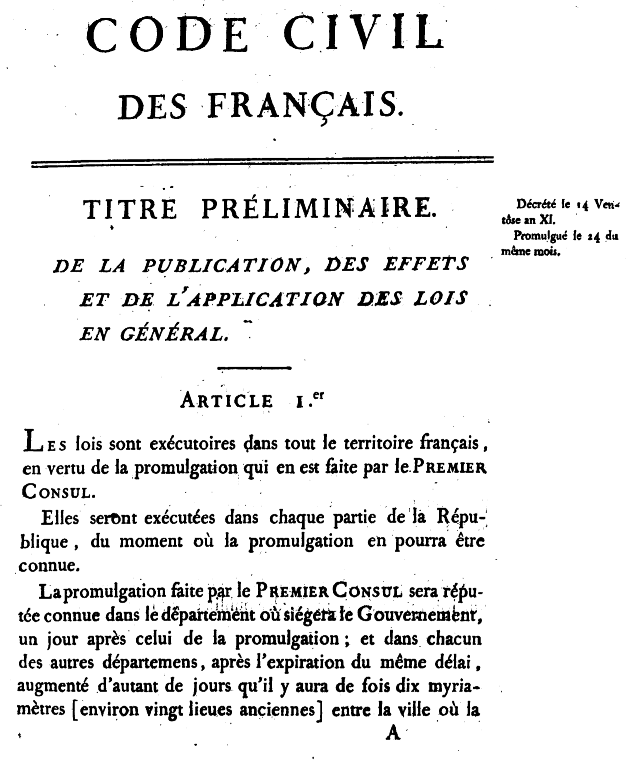
Primera página de la edición original del Código Civil Francés de 1804.

El Código Civil Francés, conocido como el Código Napoleónico o Código de Napoleón, es uno de los más conocidos códigos civiles del mundo. Fue aprobado por la ley del 21 de marzo de 1804 y se encuentra todavía en vigor, aunque con numerosas e importantes reformas. Su elaboración fue encargada a una comisión creada para recopilar la tradición jurídica francesa, dando como resultado la promulgación del Code Civil des Français el 21 de marzo de 1804, durante el gobierno de Napoleón Bonaparte.

## Historia
Al asumir el Primer Consulado, Napoleón se propuso refundir en un solo texto legal el cúmulo de la tradición jurídica francesa, para así terminar con la estructura jurídica del Antiguo Régimen, eliminando las regulaciones particulares que afectaban sólo a grupos muy concretos de la población (leyes especiales para la aristocracia, leyes para los campesinos, leyes para los gremios, etc.), y suprimiendo las leyes locales que suponían un obstáculo para la administración pública, formulando una serie de reglas legales aplicables de manera general a toda la sociedad; también se pretendía eliminar las contradicciones y superposiciones nacidas de la coexistencia de diversos regímenes legal, apoyando la estabilidad política. Así, el nuevo código formalizaba con leyes la abolición del régimen feudal, haciendo de hecho imposible su resurrección.
Esta nueva estructura se encontraba sostenida en dos ejes. El primero, el tradicional derecho franco-germano del norte, con influencias germánicas tanto de los principados alemanes como de los Países Bajos. En segundo lugar, la tradición romanista basada en el Corpus Iuris Civilis, aunque modificada por los comentaristas medievales del sur de Francia.
La comisión encargada de la redacción del Código estuvo compuesta por Tronchet, presidente de la Corte de Casación: Malleville, juez de la misma corte; Jean Portalis, alto oficial administrativo; y Bigot de Préameneu, antiguo miembro del Parlamento de París. En el plazo de cuatro meses la Comisión presentó un borrador que fue enviado a la Corte Superior y a la Corte de Casación para que presentaran sus observaciones.
Finalmente fue revisado por el Consejo de Estado, presidido por Napoleón, antes de ser enviado al parlamento para su aprobación. Pese a que Bonaparte era sólo un soldado sin conocimientos de leyes, su poderosa e impresionante personalidad ayudó a superar los obstáculos formales que presentaron las Cortes y la obstrucción del aparato burocrático, forzando su rápida aprobación y entrada en vigencia. También se afirma que el propio Napoleón asistió a más de la mitad de las reuniones de codificación, para su registro y evaluación. No obstante, la principal participación de Napoleón en el Código se vio reducida a pocos aunque trascendentales aspectos (como el divorcio y la adopción), donde jugaron ante todo sus intereses personales. También se le atribuye responsabilidad directa en el artículo 415, que dictaminaba: “Toda coalición de obreros formada con el fin de aumentar sus salarios será penada con un mes de cárcel como mínimo y los instigadores sufrirán prisión de dos a cinco años”.
con el paso del tiempo e años, Bonaparte entendió la importancia capital de la codificación legal para la vida nacional de los franceses y así lo reflexionó en su último destierro:

Ma vraie gloire, ce n’est pas d’avoir gagné quarante batailles ; Waterloo effacera le souvenir de tant de victoires. Ce que rien n’effacera, ce qui vivra éternellement, c’est mon code civil (en francés).
 

Mi verdadera gloria no está en haber ganado cuarenta batallas; Waterloo eclipsará el recuerdo de tantas victorias. Lo que no será borrado, lo que vivirá eternamente, es mi Código Civil (traducción).
Napoleón Bonaparte durante su prisión en Santa Helena

## Redacción
Los cuatro editores vienen de lugares muy diferentes; dos son de países de derecho escrito (Portalis y Maleville), y los otros dos son de países de derecho consuetudinario (Bigot de Préameneu y Tronchet). Sus intenciones están más claramente expresadas en el famoso discursos preliminares pronunciados por Portalis al presentar el primer borrador (Projet de l'an VIII) en 1801.
El Código retoma numerosas disposiciones del Código de Justiniano por influencia de Pothier, retoma también numerosas disposiciones de la Coutume de París, en particular para las servidumbres. Su plan, que fue adoptado sin ser discutido, es cercano al de los Institutos, pero es un arreglo clásico en la enseñanza y desde la publicación de la gran síntesis de la ley civil de Domat .
El plan de los Institutos consta de tres partes:
- Las personas,
- cosas,
- las acciones.

El plan del Código Civil originalmente se separó en cuatro libros:
- Personas,
- Bienes y modificaciones varias del inmueble,
- De las diferentes formas en que se adquiere la propiedad.
- Un libro de procedimiento (luego retirado cuando lo regía un código)

El filósofo del derecho y romanista Michel Villey ha destacado un proceso de subjetivación del derecho. Si bien el derecho romano describía las cosas, a partir del siglo XVI se considera que es la persona quien es el sujeto de la acción sobre la cosa y que, por tanto, es necesario describir sus medios.
El Código Civil consagró la desaparición del clan o estirpe familiar, con la figura del Pater Familias, patrimonio y reputación, que debía asistencia y protección, incluso venganza, dote y establecimiento a sus miembros: el matrimonio está permitido a todos, la repartición igualitaria es de rigor, mientras que se prohíben los pactos de sucesión futura, así como las acciones de los hijos contra su padre y madre por causa de establecimiento. La familia pierde su personalidad jurídica, pasando a ser el matrimonio la única personalidad jurídica que se podía constituir, la propiedad indivisa de la familia es penalizada por un régimen de inestabilidad.
El Código se enfocó particularmente por la propiedad, cuya teoría se renueva enteramente del derecho romano, y por los contratos interindividuales que corresponden bien a la filosofía liberal de los nobles urbanos y rurales, caciques. El compromiso de las personas, que incluye a los empleados, agricultores y proveedores, se trata como el de las cosas en la categoría de arrendamiento y se deja a la libre voluntad de los contratantes. Se conservó los pactos extracontractuales, con cuasicontratos, y los compromisos sin pactos con cuasinfracciones.

## Contenido
El Código Civil Francés se estructuró de tal forma que no solo abarcó conceptos jurídicos que hoy en día se entienden como civiles, sino que también se introdujeron leyes y conceptos procesales y administrativos.
Se estructuró en cuatro secciones principales: Personas, propiedad, adquisición de la propiedad y procedimiento civil.
- Sobre las personas. Derechos sobre personas tanto físicas cómo jurídicas. La capacidad general de las mismas, condiciones de estas para ser propietarias de bienes y realizar actos jurídicamente válidos. Derecho patrimonial individual.
- Derecho de familias. Filiación, matrimonio y divorcio por la vía civil, derecho patrimonial familiar.
- Derecho de propiedad basada en la Traditio romana; sobre bienes muebles, inmuebles y derechos reales como donaciones.
- Conceptualización de las obligaciones y formación de los contratos.

### Preámbulo
En los Estados despóticos, donde el principio es propietario de todo el territorio, donde todo el comercio se realiza en nombre del Jefe del Estado y en su provecho, donde los particulares no tienen libertad ni propiedad, hay más jueces y verdugos que leyes; pero allí donde los ciudadanos tienen bienes que conservar y defender, donde tienen derechos políticos y civiles, donde el honor es valorado como cualquier otro bien, es necesario un cierto número de leyes para hacer frente a todo. Las diversas clases de bienes, los diversos géneros de industria, las diversas situaciones de la vida humana, demandan reglas diferentes.

Artículos del Código Napoleónico:
- Artículo 1. La nulidad de las leyes inéditas.
- Artículo 2. La cuestión de la irretroactividad.
- Artículo 3. La obligatoriedad (o no) para los franceses y para los extranjeros, ya se trate de su persona, de sus bienes o de sus escrituras, las leyes ordinarias y los reglamentos de seguridad y policía.
- Artículo 4. La obligación del juez de decidir sobre todos los casos que se le sometan.
- Artículo 5. La prohibición de dar carácter general y reglamentario a sus decisiones.
- Artículo 6. La nulidad de los contratos cuyo objeto sea contrario a la moral o al orden público.

Así como el principio de prescripción de los derechos y acciones por treinta años y sus derogaciones.

### Libro I: sobre los Principios Generales del Derecho
El Libro Primero del Código (artículos 7-515) contiene normas sobre el estado civil de las personas, los actos del estado civil y el derecho matrimonial y familiar . El Código desconocía la institución de las personas jurídicas; esto se debe a la influencia de las opiniones de los políticos de la era de la revolución, quienes temían que las asociaciones privadas de individuos pudieran servir como base para el renacimiento de las instituciones feudales y eclesiásticas. Ideas revolucionarias de igualdad y libertad fueron consagradas en las normas del Código: “El ejercicio de los derechos civiles no depende de la calidad de ciudadano; esta cualidad se adquiere y conserva sólo de conformidad con la ley constitucional” (artículo 7). Al mismo tiempo, el Código dio un paso atrás en la legislación revolucionaria al restaurar la muerte civil: "la imposición de penas cuyo efecto sea privar al condenado de cualquier participación en los derechos civiles indicados a continuación, tiene como consecuencia la muerte civil" (artículo 22). El primer libro incluye numerosas normas sobre las reglas para la realización y registro de los actos del estado civil; una regulación legal tan detallada se debió al deseo del legislador de finalmente secularizar el matrimonio y las relaciones familiares (organización de los registros del estado civil en los ayuntamientos, laicidad del matrimonio, admisibilidad del divorcio).

#### Título VI
Se establece reglas sobre el divorcio, originalmente también caracterizado por la desigualdad de los cónyuges: el marido podía pedir el divorcio por el adulterio de su mujer (artículo 229), mientras que la mujer podía pedir el divorcio por el adulterio de su marido sólo si “mantuvo a su concubina en casa común” (artículo 230); esta cláusula humillante solo fue abolida en 1884. Otras causales de divorcio incluían el abuso, el mal trato y los agravios graves por parte del cónyuge (artículo 231), así como la condena de uno de los cónyuges a una sanción penal (artículo 232). Además de las anteriores causales de divorcio, el Código conservó inicialmente el divorcio de mutuo acuerdo introducido durante la revolución (artículo 233), que fue anulado, sin embargo, en 1816, tras la restauración de los Borbones.

#### Título VIII: Del Matrimonio y la Paternidad
El Código se basaba en la presunción de que un esposo es el padre de los hijos de su esposa. Por iniciativa de Napoleón, se introdujo la institución de la adopción, que operaba dentro de límites bastante estrechos. El Código permitía establecer el origen y reconocimiento de los hijos ilegítimos. Sin embargo, según el artículo 340 del Código, no se puede obligar al padre a hacer tal confesión (“se prohíbe determinar la paternidad”). La paternidad sólo podrá ser establecida judicialmente en el caso excepcional de la coincidencia del momento de la concepción con el momento del secuestro de la madre del niño; la gama de casos en los que se permite la búsqueda de paternidad se amplió solo en 1912. Indicando el artículo 340 como una de las razones de la enorme mortalidad entre los hijos ilegítimos.

### Libro II
El relativamente pequeño libro segundo del Código (Artículos 516-710) está dedicado a las cosas y los derechos de propiedad. La división prerrevolucionaria de los bienes en genéricos y adquiridos fue sustituida por la división del derecho romano de las cosas en muebles e inmuebles (artículo 516), así como las incluidas en la circulación civil y retiradas de ella (artículos 537-542). En artículos separados del Código, hay otras divisiones de cosas, en particular, intercambiables e insustituibles, divisibles e indivisibles. El sistema de derechos reales también se basa en la clasificación romana: propiedad , usufructo , usos (derecho personal de uso cosa ajena) y servidumbres. La hipoteca, aunque, está reconocido por el Código como un derecho real (artículo 2114), las reglas sobre esta como forma de garantizar obligaciones se encuentran en la sección de obligaciones. El Código no reconoce derechos reales tales como superficie y enfiteusis; la posesión es considerada no como un derecho de propiedad, sino como la base de la prescripción adquisitiva.
Enfatiza la propiedad privada individual sin siquiera regular la propiedad común en detalle. El artículo 544 afirmaba el carácter absoluto del derecho de propiedad, despojado de la jerarquía feudal de propietarios y de la mayor parte de los gravámenes patrimoniales y otros prerrevolucionarios. El propietario tiene un derecho ilimitado a disponer de la cosa: tiene derecho a realizar con ella cualesquiera acciones legales que deseé. El artículo 544 dispone que el uso de la cosa por parte del propietario puede ser limitado por ley o reglamento. Sin embargo, según el concepto del Código, tales restricciones son un fenómeno excepcional: están cuidadosamente enumeradas en sus propias reglas sobre servidumbres. Reproduciendo el artículo 17 de la revolucionaria Declaración de los Derechos del Hombre y del Ciudadano, el Código establecía específicamente que "nadie puede ser obligado a ceder su propiedad sino en beneficio público y con justa y anticipada indemnización" (artículo 545).
Los poderes del propietario de un terreno se interpretaron de manera especialmente amplia, incluido el derecho sobre el subsuelo y los poderes sobre la superficie del terreno: “la propiedad de la tierra incluye la propiedad de lo que está arriba y lo que está debajo (artículo 552). En la práctica, esto significaba que el dueño de la tierra adquiría la propiedad de todos los minerales y otros recursos naturales disponibles en su sitio. La norma, tan desfavorable para el Estado y la industria, ya fue revisada en 1810 por una ley especial sobre concesiones. El Código contiene reglas detalladas que rigen los derechos del propietario, incluidas reglas sobre un "derecho de accesión" especial (en francés droit d'accession), según el cual el derecho de propiedad sobre una cosa da derecho a todo lo que produce, así como a lo que se le añade adicionalmente de forma natural o artificial como accesorio (arts. 546, 551-577).

#### Título III: Del Usufructo
El título tercero del libro segundo contenía reglas sobre el usufructo, sobre el derecho de uso y sobre el derecho de residencia, incluyendo reglas sobre los derechos y obligaciones del usufructuario y sobre la extinción del usufructo.

#### Título IV: De las Servidumbres
En el cuarto y último título se regulan las servidumbres. En el artículo 637 se definió servidumbre: "el gravamen impuesto sobre un predio con el fin de utilizar un predio de otro propietario y para los beneficios de este predio". El Código señala las causales de aparición de las servidumbres (ubicación natural de los solares, obligaciones de ley o pacto entre propietarios) y contiene detalladas reglas casuísticas que rigen las servidumbres específicas (en particular, los derechos de los propietarios de los solares suprayacentes, los derechos de copropietarios de paredes y suelos comunes en un edificio de varias plantas, derecho de paso).

### Libro III
El libro más significativo en cuanto a volumen es el tercero “De las diversas formas en que se adquieren los bienes” (artículos 711-2281), que ocupa más de las dos terceras partes de todo el Código, contiene las normas del derecho sucesorio y de obligaciones , así como las reglas sobre la prescripción y posesión. El Código regula únicamente las cuestiones más generales del volumen de negocios; En el Código de Comercio de 1807 se incluyeron normas especiales sobre comisiones, contratos de corretaje, sociedades comerciales y otros acuerdos con participación de empresarios , que consolidaron el dualismo del derecho privado francés  : la división en derecho civil y comercial. El tercer libro también incluye las normas de derecho de familia relativas al contrato de matrimonio .y las relaciones patrimoniales de los cónyuges. En general, este libro incluía material muy heterogéneo de varias subramas del derecho civil, que se derivaban de la comprensión extremadamente amplia del legislador sobre los derechos de propiedad.

#### Título I: De la Sucesión
El Código regula únicamente la herencia por ley; los testamentos se clasifican como operaciones a título gratuito y se tratan en el título siguiente, junto con la escritura de donación . En el campo de la herencia, el Código parte de la unidad de la herencia: quedan abolidas las distinciones feudales anteriormente existentes entre bienes nobles y no nobles, bienes que correspondían al testador por parte paterna o materna, etc. hasta el grado 12 están llamados a heredar por parentesco de ley (sólo en 1917, en particular, para aumentar el número de herencias reconocidas como reversión y sujeto a la transferencia a la propiedad estatal, el círculo de herederos legales se limitaba al sexto grado de parentesco). Los herederos se distribuyen por líneas (hijos y demás descendientes, parientes privilegiados en línea colateral y ascendente, ascendientes no privilegiados, colaterales no privilegiados); los herederos de cada cola son llamados a heredar solo si no hay herederos de la cola anterior. El cónyuge sobreviviente hereda solo si no hay parientes consanguíneos. Los derechos del testador se ampliaron significativamente en comparación con la ley prerrevolucionaria; sin embargo, una donación o legado no podía exceder de la mitad de los bienes si después de la muerte del testador había un hijo legítimo, la tercera parte de los bienes -si quedaban dos, la cuarta parte- tres o más hijos. La parte hereditaria de un hijo ilegítimo es igual a un tercio de la parte de un hijo legítimo.
La mayor parte del libro tercero está ocupada por el derecho de las obligaciones. El Código refuerza la división tradicional de las obligaciones en contractuales y extracontractuales, pero la base principal para el surgimiento de la propiedad es el contrato. El artículo 1134 proclama la autonomía de la voluntad , es decir, la libertad de toda persona para celebrar un contrato, observando las condiciones legales de validez del contrato en cuanto a la voluntad, capacidad de las partes y fundamento del pacto; restricciones prerrevolucionarias sobre el volumen de negocios contractual por tienda y otros principios son rechazados por el Código. El consentimiento de las partes es una condición necesaria para la validez del contrato: “no hay consentimiento válido si el consentimiento se dio sólo por error o si fue arrancado con violencia u obtenido con fraude” (artículo 1109). 
El Código proclamó el principio de la fuerza soberana del contrato: “los convenios legalmente celebrados reemplazan a la ley para quienes los celebraron” (artículo 1134); el deudor que incumple la obligación está obligado a indemnizar las pérdidas sufridas, a menos que el incumplimiento sea causado por caso fortuito o fuerza mayor. El Código establece reglas generales sobre las obligaciones contractuales, así como reglas especiales para los contratos de derecho civil más comunes ( compraventa, permuta, arrendamiento, cesión, almacenamiento, préstamo), mientras que la mayoría de las normas sobre contratos tienen carácter dispositivo y son válidas si las partes no han convenido otra cosa. Junto con las obligaciones contractuales, el Código también regula las obligaciones que surgen sin un acuerdo, que incluyen cuasi -contratos y responsabilidades extracontractuales (artículos 1370-1386) .
El régimen de las relaciones de propiedad entre los cónyuges, establecido a falta de otro acuerdo de las partes, reconocía el régimen de comunidad de bienes de los cónyuges (artículo 1393). Bajo el régimen de comunidad, todos los bienes muebles pertenecientes a los cónyuges el día del matrimonio forman una sola propiedad; sólo los bienes inmuebles que pertenecían a los cónyuges antes del matrimonio o adquiridos gratuitamente siguen siendo propiedad separada (artículos 1404, 1405). El marido es propietario de los bienes comunes, de los que tiene derecho a administrar y disponer sin el consentimiento de su mujer (artículo 1421), mientras que la mujer no tiene derecho a disponer de los bienes comunes sin el consentimiento de su marido (artículo 1426). El carácter patriarcal del Código también se manifestaba en la norma, según la cual el marido tenía derecho incluso a administrar los bienes muebles de su mujer, aunque con ciertas restricciones en cuanto a la enajenación de bienes inmuebles y responsabilidad por daños y perjuicios (artículo 1428). Sin embargo, el Código permitió que la celebración por parte de los cónyuges antes del matrimonio de un contrato de matrimonio para establecer un régimen diferente de relaciones de propiedad, incluido el régimen de separación de bienes de los cónyuges (artículos 1387-1397) .